# Michael Katsidis
Michael Alan Katsidis (Toowoomba, 15 agosto 1980) è un pugile australiano.
Soprannominato "The Great" oppure "Rocky", è stato detentore del titolo WBO ad interim dei pesi leggeri dal 2007 al 2010, nonché più volte sfidante al titolo mondiale di categoria. Il suo stile di combattimento aggressivo e spettacolare gli ha valso paragoni con quello del defunto Arturo Gatti.

## Biografia
Nato in Australia da padre di etnia greca, Katsidis rende spesso omaggio al proprio paese d'origine indossando un elmo corinzio durante le sue entrate sul ring e pantaloncini che ricordano i costumi dei guerrieri d'epoca. Sulla schiena possiede un tatuaggio che raffigura il Sole di Verghina, simbolo della Repubblica di Macedonia, terra dalla quale i suoi antenati ebbero origine.
Suo fratello, l'allora promettente disc jockey Stathi Katsidis e con il quale aveva un profondo rapporto, è stato ritrovato ucciso a Brisbane il 19 ottobre 2010 in circostanze ancora misteriose.
È sposato dal febbraio 2009 con la giapponese Kumiko Hosako, dalla quale ha una figlia di nome Kalia Rose (nata nel 2009).

## Carriera professionale
Katsidis compie il suo debutto professionale il 1º dicembre 2001, all'età di 21 anni, sconfiggendo il connazionale Danny Wilson per KO tecnico al terzo round, in un match valido per il titolo del Queensland dei pesi leggeri.